# ریپاکاندیدا
ریپاکاندیدا (به ایتالیایی: Ripacandida) یک کومونه در ایتالیا است که در استان پوتنزا واقع شده‌است. ریپاکاندیدا ۳۳ کیلومتر مربع مساحت و ۱٬۷۶۷ نفر جمعیت دارد و ۶۲۰ متر بالاتر از سطح دریا واقع شده‌است.

## خواهرخوانده
شهرهای Anzi, Italy، آولتا و آسیزی خواهرخوانده‌های ریپاکاندیدا هستند.